# Lucien Pignion
Lucien Pignion, né le 2 décembre 1914 à Saint-Pierre-Brouck (Nord), décédé le 7 novembre 1989 à Saint-Pol-sur-Ternoise (Pas-de-Calais), est un homme politique français, député-maire de Saint-Pol-sur-Ternoise.

## Biographie
Lucien Pignion est instituteur puis directeur d'école avant de devenir inspecteur de l'enseignement primaire.
Lucien Pignion est élu maire de Saint-Pol en 1965, à la tête d'une liste d'union de la gauche battant le maire sortant gaulliste Pierre Bonnel. Il est constamment réélu et reste maire jusqu'à son décès en 1989.
Il est député de la troisième circonscription du Pas-de-Calais, celle de Saint-Pol-sur-Ternoise, de 1973 à 1986. Très attaché à sa ville et au Ternois, il décline, en 1981, l'offre que lui fait le Premier Ministre Pierre Mauroy de devenir Secrétaire d'Etat à la formation professionnelle.

## Détail des fonctions et des mandats
Mandat parlementaire
- 11 mars 1973 - 2 avril 1978 : député de la 3e circonscription du Pas-de-Calais
- 19 mars 1978 - 22 mai 1981 : député de la 3e circonscription du Pas-de-Calais
- 21 juin 1981 - 1er avril 1986 : député de la 3e circonscription du Pas-de-Calais

Mandat local
- 21 mars 1965 - 7 novembre 1989 : maire de Saint-Pol-sur-Ternoise

## Distinctions et hommage
- Officier de l'ordre des Palmes académiques (1959)
- Chevalier de l'ordre du Mérite sportif‎ (1963)
- Chevalier de la Légion d'honneur au titre de l'Éducation nationale (avril 1971)

- Une école maternelle de Saint-Pol-sur-Ternoise porte son nom.

## Pour approfondir